# St. Veit (Veitsweiler)

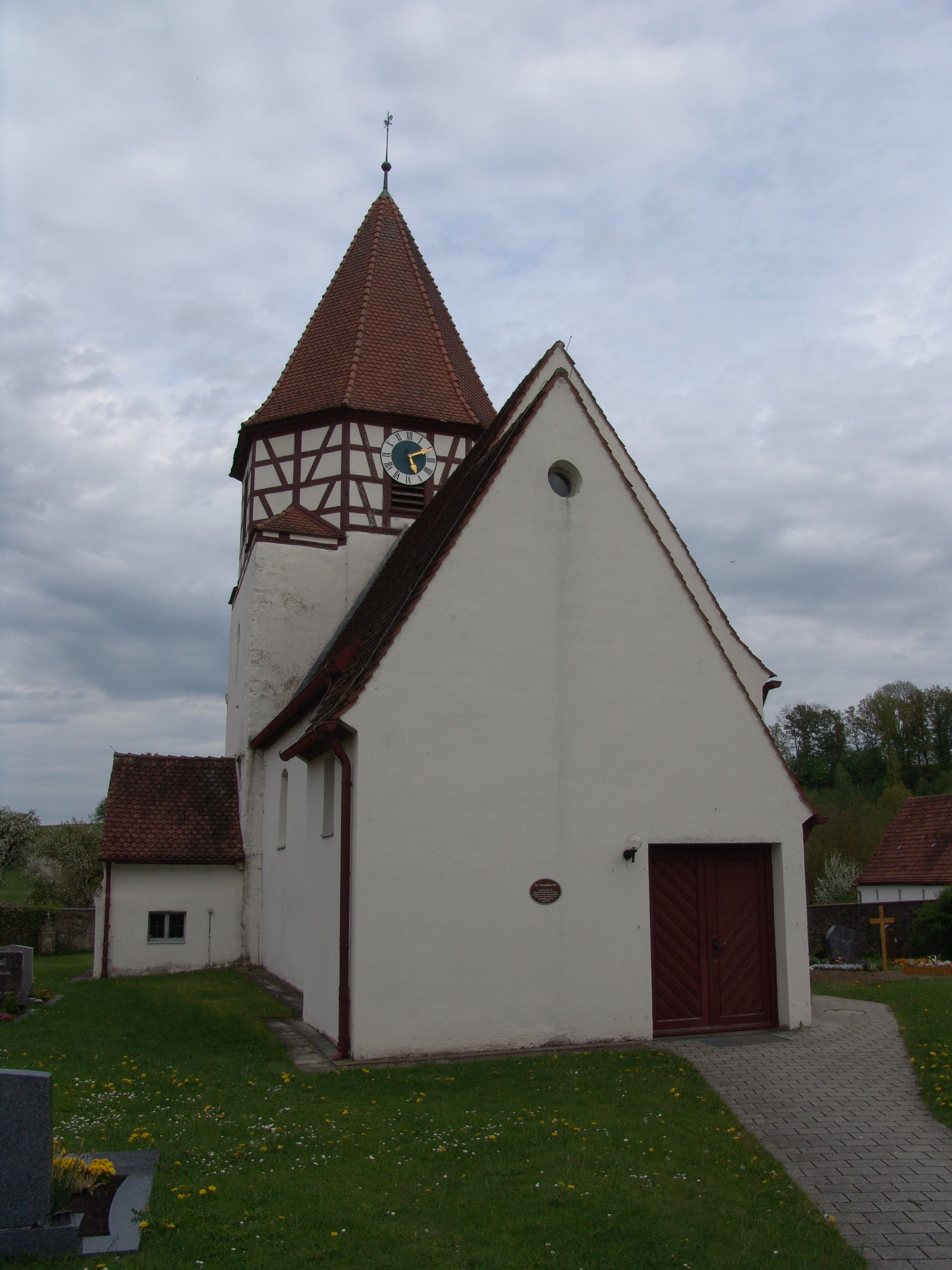
St. Veit (Veitsweiler)

Die denkmalgeschützte, evangelisch-lutherische Pfarrkirche St. Veit  steht in Veitsweiler, einem Gemeindeteil des Marktes Weiltingen im Landkreis Ansbach (Mittelfranken, Bayern). Die Kirche ist unter der Denkmalnummer D-5-71-218-40 als Baudenkmal in der Bayerischen Denkmalliste eingetragen. Die Kirchengemeinde gehört zum Dekanat Dinkelsbühl im Kirchenkreis Ansbach-Würzburg der Evangelisch-Lutherischen Kirche in Bayern.

## Beschreibung
Die unteren Geschosse des Chorturms wurden um 1400 gebaut. Das Langhaus im Westen wurde 1667 auf den Grundmauern des Vorgängerbaus neu errichtet und mit einem Satteldach bedeckt. In der Achse verschoben steht im Westen ein querrechteckiger Anbau mit dem Portal. Im 17. Jahrhundert wurde der Chorturm mit einem achteckigen Geschoss aus Holzfachwerk aufgestockt, um die Turmuhr und den Glockenstuhl unterzubringen, und mit einem Zeltdach bedeckt. Die Sakristei wurde an der Nordwand des Chorturms angebaut. 
Der Innenraum des mit einer Empore an der Nordseite ausgestatteten Langhauses ist mit einer Flachdecke überspannt, der des Chors, d. h. im Erdgeschoss des Chorturms, mit einem Kreuzrippengewölbe. Die Orgel auf der Empore im Chor hat zehn Register, zwei Manuale und Pedal und wurde 1985 unter Opus 162 von der Hey Orgelbau gebaut.